# 奥利弗·埃尔斯沃思
奥利弗·埃尔斯沃思（Oliver Ellsworth，1745年4月29日—1807年11月26日），是一名美国律师、法官、政治家和外交官。他是美国开国元勋之一、美国宪法的起草者、康涅狄格州的美国参议员、美国第三任首席大法官。於1796年3月8日任美国最高法院首席大法官，於1800年12月15日卸职。1807年逝世於康乃狄克州。
1745年出生于康涅狄格州温莎市的埃尔斯沃斯就读于新泽西州的普林斯顿大学，并帮助创立了美国辉格党社会。
1777年，他成为康涅狄格州哈特福德县的州检察官，被选为大陆会议的代表，在美国独立战争期间任职。他在18世纪80年代担任州法官，并被选为1787年费城会议的代表。埃尔斯沃思在促使康涅狄格州在人口多的州和人口少的州之间达成妥协方面发挥了作用。他还担任了起草宪法第一稿的细节委员会，但他在签署文件之前离开了。
他的影响确保了康涅狄格州批准了宪法，他被选为康涅狄格的两名参议员之一，任期从1789年到1796年。他是1789年《司法法案》的主要作者，该法案塑造了美国联邦司法体系，并建立了最高法院的权力，推翻了与美国宪法相悖的州最高法院的裁决。埃尔斯沃斯是亚历山大·汉密尔顿的重要参议院盟友，并与联邦党结盟。他领导参议院通过了汉密尔顿的法案，如1790年的《融资法案》和1791年的《银行法案》。他还帮助批准了《美国权利法案》和《杰伊条约》。
在参议院否决了约翰·拉特利奇担任首席大法官的提名后，乔治·华盛顿提名埃尔斯沃思担任此职。埃尔斯沃思得到参议院一致通过，他一直任职到1800年，但埃尔斯沃思法院很少处理有影响的案件。1799年至1800年，他同时担任法国特使，签署了的《1800年公约》以结束美法准战争

## 早年
1745年，埃尔斯沃思出生在康涅狄格州的温莎。他于1762年进入耶鲁大学，但在第二年的末尾转学到新泽西学院(后来的普林斯顿)。他于1766年获得学士学位，两年后获得Phi Beta Kappa。不久之后转向法律。经过四年的学习，他于1771年进入律师事务所，后来成为一名律师和政治家。
1772年，埃尔斯沃思与阿比盖尔·沃尔科特(Abigail Wolcott)结婚，他们有9个孩子。

## 首席大法官
1796年3月3日，埃尔斯沃思被乔治·华盛顿总统提名为最高法院的首席大法官，这个职位由约翰·杰伊空出。(接替杰伊的约翰·拉特利奇在去年12月被参议院否决，而华盛顿的下一位提名人威廉·库欣在今年2月拒绝了这一职位。)第二天，埃尔斯沃思被美国参议院一致通过，并接受了任命。
埃尔斯沃思在1800年12月15日因健康状况不佳而辞职，他的短暂贡献被继任者约翰·马歇尔的成就蒙上了阴影。
埃尔斯沃思作为首席大法官留下的主要遗产是，他对之前的连续撰写意见的做法感到失望。在这种做法中，每一位大法官都在本案中分别撰写意见，并在法官席上发表意见。埃尔斯沃思鼓励法院的协商一致意见以一份书面意见表示，这种做法一直持续到今天。

## 晚年
埃尔斯沃斯是1796年美国总统选举的候选人，在选举团中获得了11张选票，与约翰·亚当斯分享了在新罕布什尔州和罗德岛州获得多数选票的殊荣。
作为美国驻法国最高法院的特使，埃尔斯沃思在1799年至1800年期间率领一个代表团访问法国，以解决与拿破仑政府在限制美国航运方面的分歧，否则可能导致两国之间的军事冲突。埃尔斯沃思接受的协议激怒了美国人，因为他们对拿破仑太慷慨了。此外，埃尔斯沃斯因为横渡大西洋而身患重病（导致他在1800年仍在欧洲时辞去了最高法院的职务），联邦党人陷入混乱，很容易被杰斐逊领导的共和党人击败。因此，埃尔斯沃思在1801年初回到美国后就退出了国家公共生活。尽管如此，他仍然能够在康涅狄格州长委员会再次任职，直到1807年他在温莎去世。1803年，他被选为美国艺术与科学学院的院士。
埃尔斯沃思于1807年11月26日在康涅狄格州温莎的家中去世，享年62岁。他被安葬在温莎第一教堂后面的帕利萨多公墓。
| 美国参议院             | 美国参议院 | 美国参议院               |
| ---------------------- | --- | ------------------------ |
| 新議席                 | 康乃狄克州联邦参议员（第1组） 1789–1796 與威廉·塞缪尔·约翰逊, 罗杰·谢尔曼 Stephen Mix Mitchell, Jonathan Trumbull Jr.同時在任 | 繼任者： James Hillhouse |
| 司法职务               | |                          |
| 前任者： 约翰·拉特利奇 | 美国首席大法官 1796–1800 | 繼任者： 约翰·马歇尔     |